# Asterropteryx striata
Asterropteryx striata är en fiskart som beskrevs av Allen och Munday, 1995. Asterropteryx striata ingår i släktet Asterropteryx och familjen smörbultsfiskar. Inga underarter finns listade.